# The Homeless Experience
The Homeless Experience is een Nederlands televisieprogramma van de EO dat wordt uitgezonden door NPO 3. In dit programma leeft een bekende Nederlander drie weken lang op straat in een willekeurige stad in Nederland. In deze periode moet de BN'er zichzelf en de ontmoetingen met andere daklozen met een kleine camera vastleggen.
In het eerste seizoen deed acteur Dragan Bakema mee en in het tweede actrice Imanuelle Grives.
| Seizoen | Deelnemer        | Stad      |
| ------- | ---------------- | --------- |
| 1       | Dragan Bakema    | Amsterdam |
| 2       | Imanuelle Grives | Utrecht   |